# Persingen
Persingen is een dorp in de gemeente Berg en Dal, in de Nederlandse provincie Gelderland. Persingen ligt in de Ooijpolder. Met zijn 95 inwoners (40 huishoudens) wordt het dikwijls bestempeld als het kleinste kerkdorp van Nederland.

## Geschiedenis
De parrochia Persinghen wordt in 1333 genoemd in een oorkonde van Reynaldus Sybodonis, burchgrauius Noviomagensis. De kapel van Persingen was gewijd aan Sint Dionysius.
In 1407 wordt de heerlijkheid Persingen eigendom van de familie Van Appeltern (Van Apelteren). Zij laten vóór 1444 het Huis Persingen bouwen. In 1613 wordt het kasteel in brand gestoken en daarna is het een ruïne, waarvan de resten tijdens de overstromingen van 1809 en 1820 wegspoelen. Het kasteelterrein, rijksmonument, is nu een grasheuvel ten zuiden van het kerkje van Persingen.
Rond 1650 wordt Persingen genoemd als zelfstandige Heerlijkheid: Heerlickheijt Persinghen inder Oije. Het is dan niet zonder verdediging: in 1676 schrijven de Franse ambassadeurs aan de koning van Frankrijk dat zij de "remparts", stadsmuren van Persingen, vanuit Nijmegen kunnen zien.
Ten tijde van Napoleon I is de gemeente Ooij en Persingen opgericht; de heer van Persingen werd de eerste burgemeester.
In het verleden is Persingen groter geweest, en strekte de bebouwing zich uit over een halfronde dijk, de Circul van Ooij. Maar het dorp was kwetsbaar voor overstromingen en in 1809 werd het vrijwel geheel verzwolgen door de Waal. Het resterende Persingen ligt op een donk, een rivierduin.
Een tweede woonkern wordt gevormd door enkele boerderijen in het gehucht Wercheren.
Tot en met 31 december 2014 was Persingen onderdeel van de gemeente Ubbergen. Op 1 januari 2015 ging de plaats samen met de gemeente op in de gemeente Berg en Dal.

## Monumenten
- Het dorpje heeft een laatmiddeleeuws gotisch kerkje, dat dienstdoet als tentoonstellingsruimte en trouwlocatie en dat ook gebruikt wordt voor uitvaarten. Kerk en toren zijn Rijksmonument.
- Naast de kerk een boerderij uit 1809, gebouwd of herbouwd na de overstroming van dat jaar, Rijksmonument.
- Dat het dorp in een overstromingsgebied ligt, is ook af te lezen aan het torenvormig trafohuisje in de Thornsestraat, een Rijksmonument.
- In het landschap ten zuiden van het kerkje is nog zichtbaar de terp waarop het kasteel van Persingen stond, dit is beschermd als rijksmonument.
- Op het terrein naast de kerk zijn sporen van middeleeuwse bebouwing gevonden, die zijn nu beschermd als rijksmonument.
- Bij een maisveld langs de Persingensestraat staat een bordje "stenen gevel", ook dit maisveld bevat resten van vroegere bewoning, dit terrein heeft sinds de opgravingen van 2006-2007 een beschermde status.
- Twee terreinen in Wercheren bevatten resten van vroegere bewoning en zijn beschermd als rijksmonument.
- Circul van de Ooij was ook de naam van het polderdistrict. Die beheerde op de dijk langs de Waal een dijkmagazijn, waaraan nu een monument herinnert.
- De Thornsche Molen is een in 2015 nieuw gebouwde wipkorenmolen in de Ooijpolder bij Persingen en Wercheren. De oorspronkelijke molen stamde uit de vijftiende eeuw en stond aan de Kapitteldijk, bij de grens met Duitsland (grenspaal 642). De molen werd door een storm in november 1940 zwaar beschadigd en in 1941 hersteld. In september 1944 werd de molen tijdens de operatie Market Garden geheel verwoest.

De molen is herbouwd en sinds najaar 2015 weer draaivaardig.

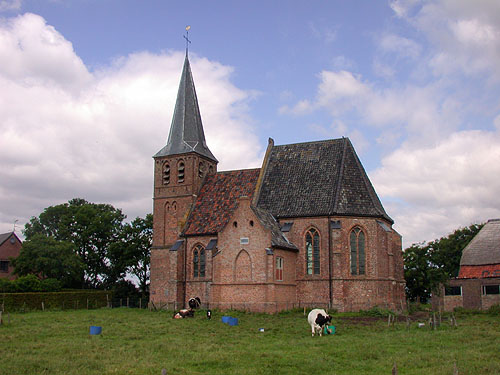
Het kerkje van Persingen
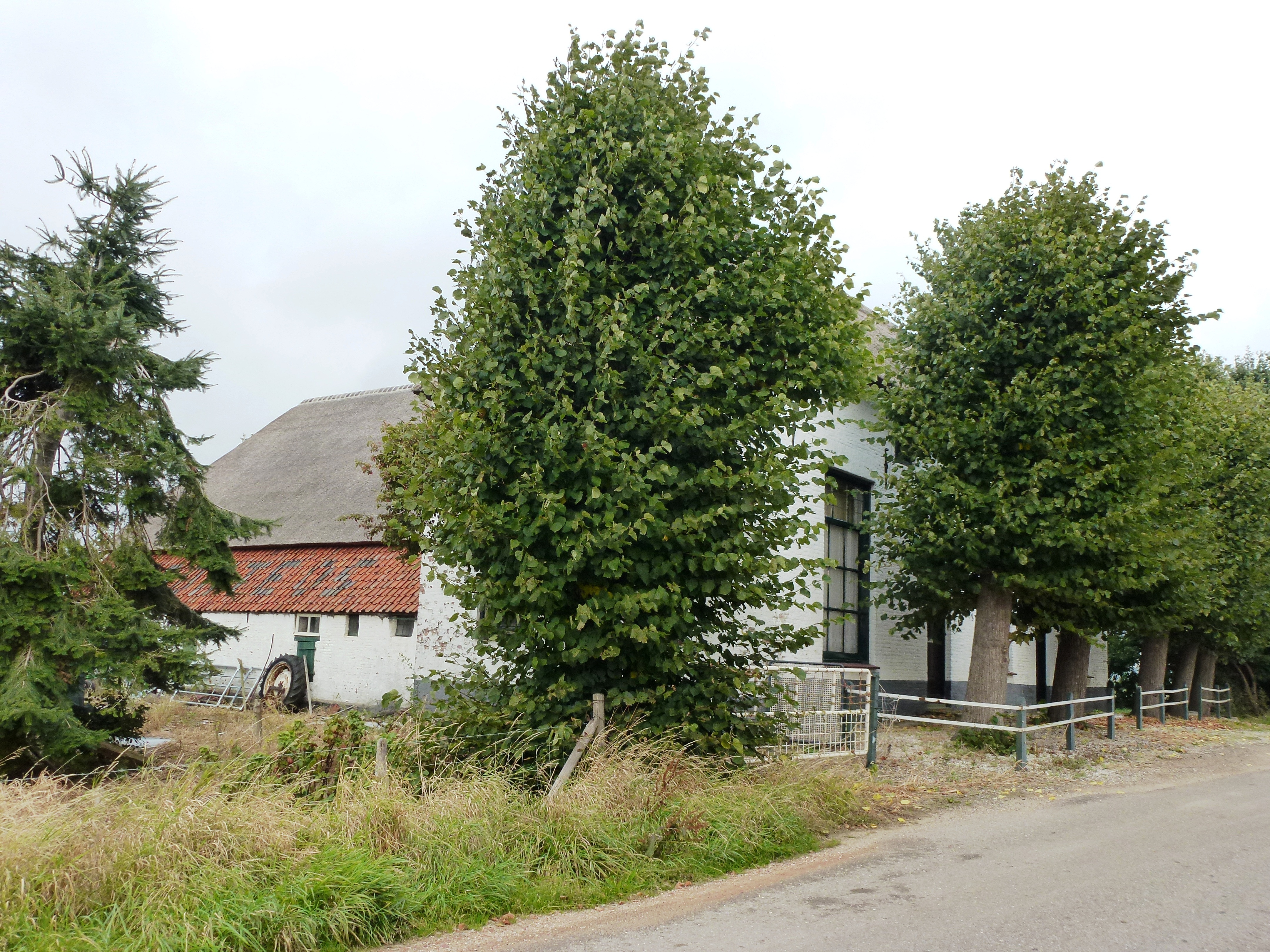
Boerderij uit 1809
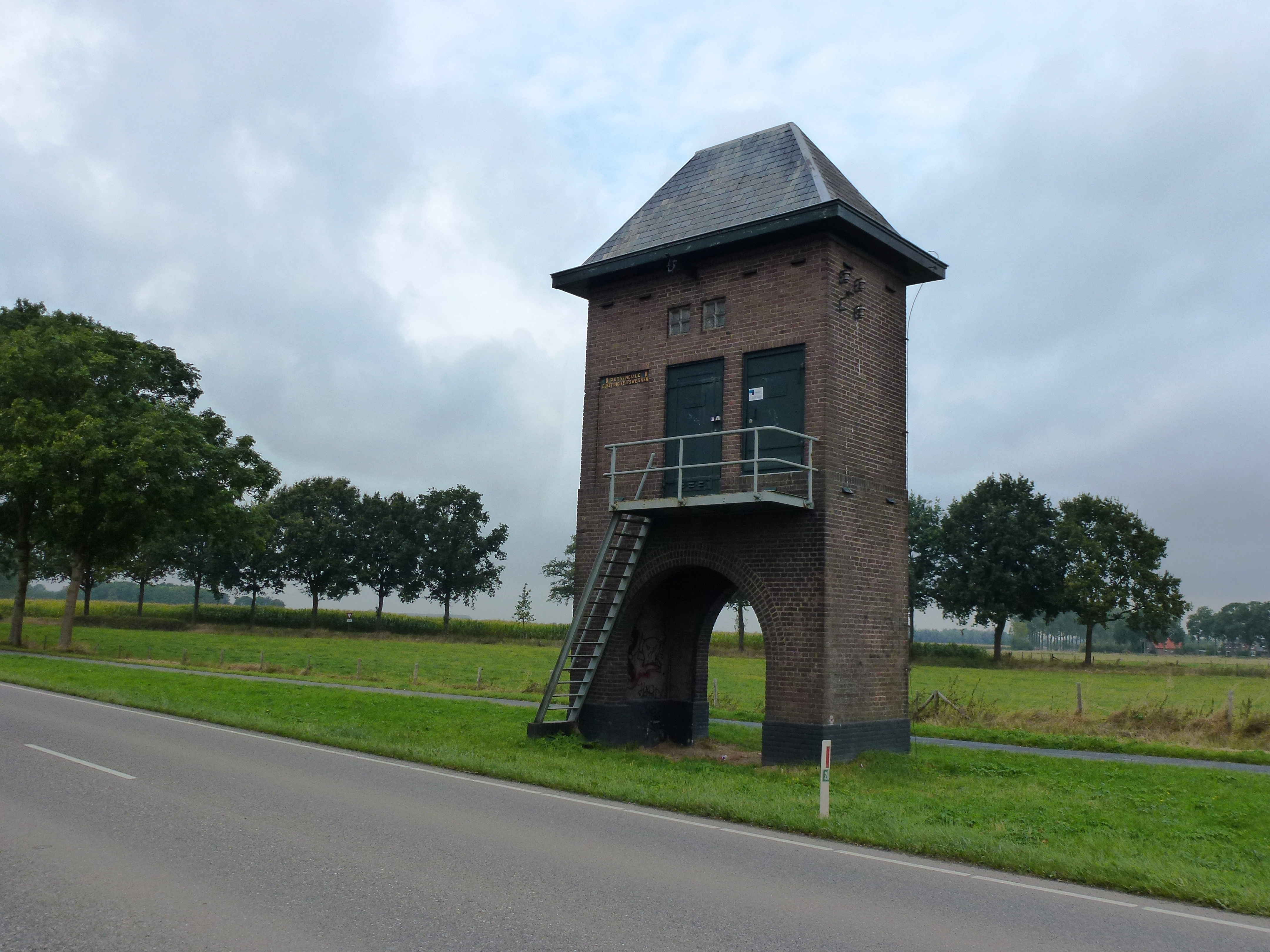
Trafohuisje
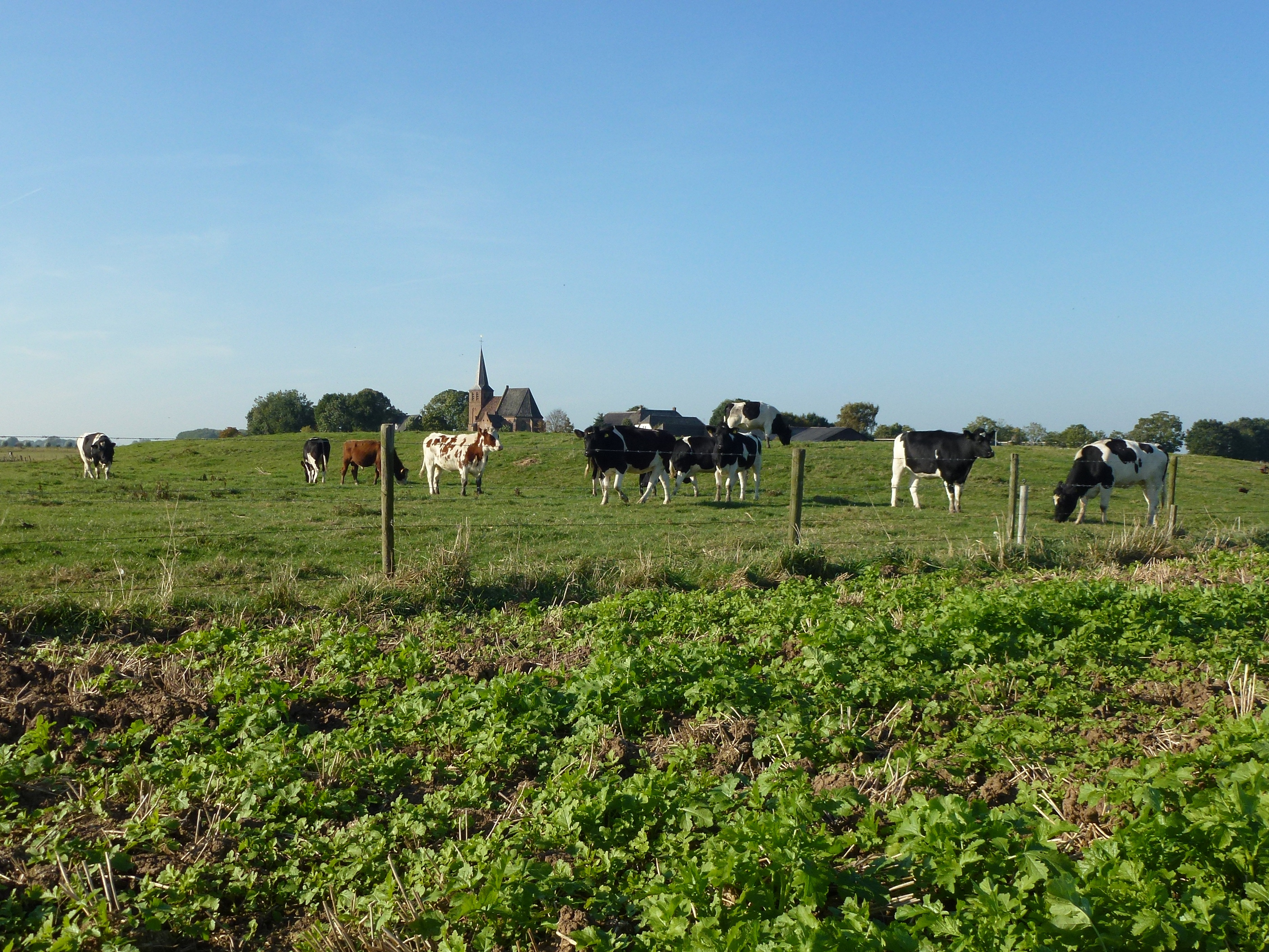
Archeologisch terrein waarin resten van kasteel Persingen
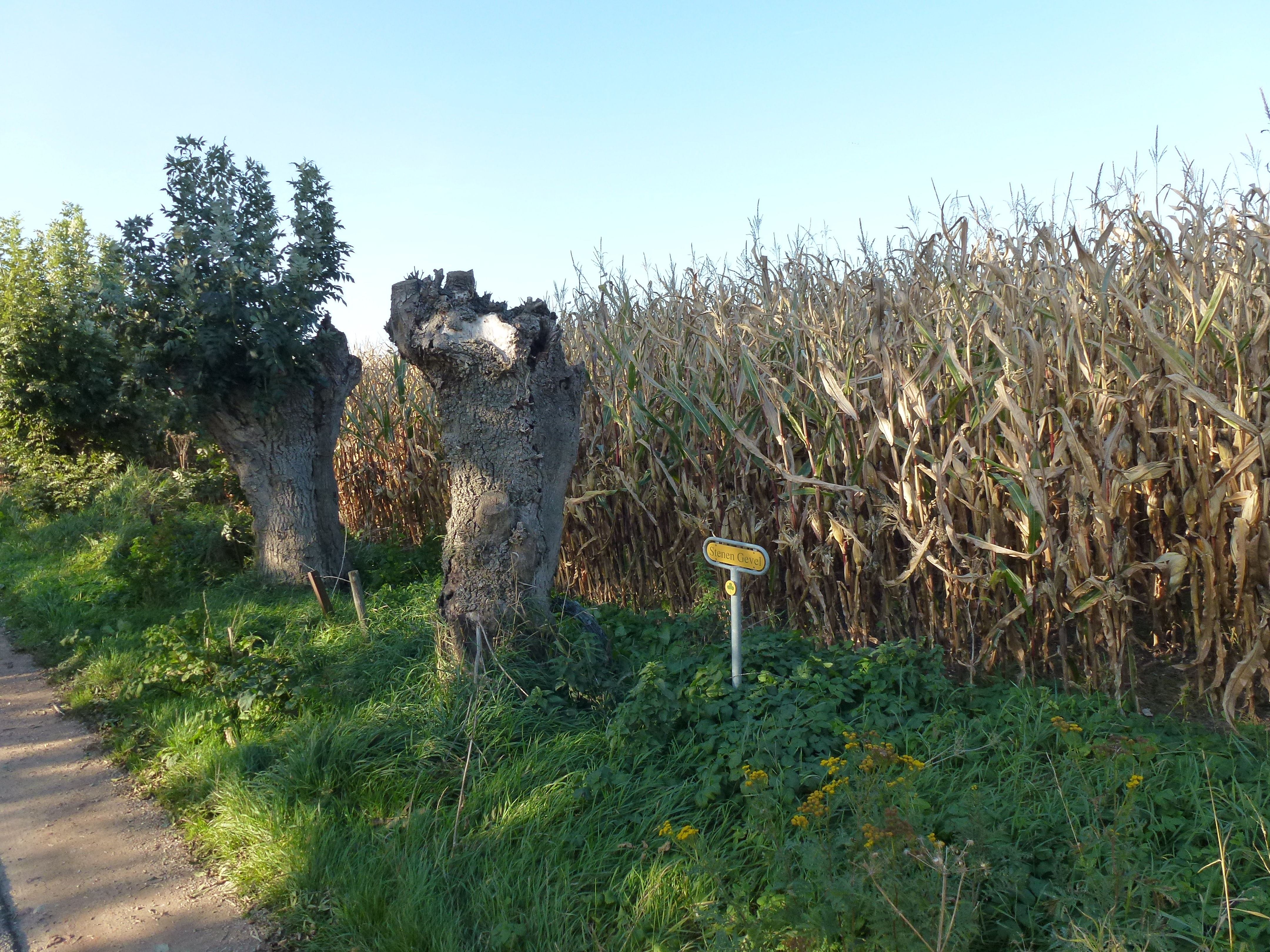
Archeologisch terrein Stenen Gevel, onder het maisveld liggen in een lange reep resten van het verdronken Persingen verscholen
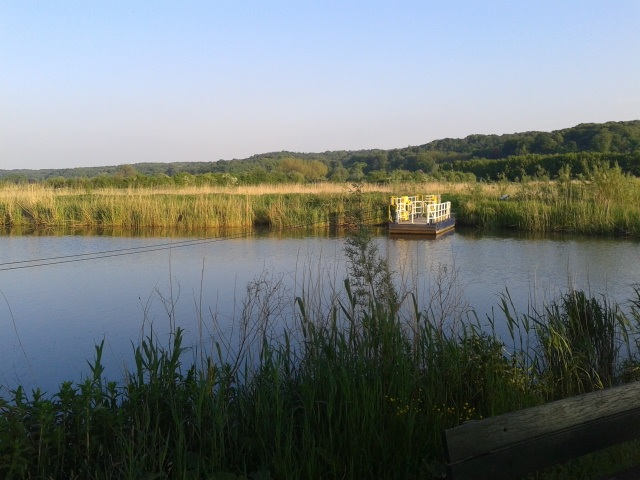
Het Persingse veer tussen Ubbergen en Persingen
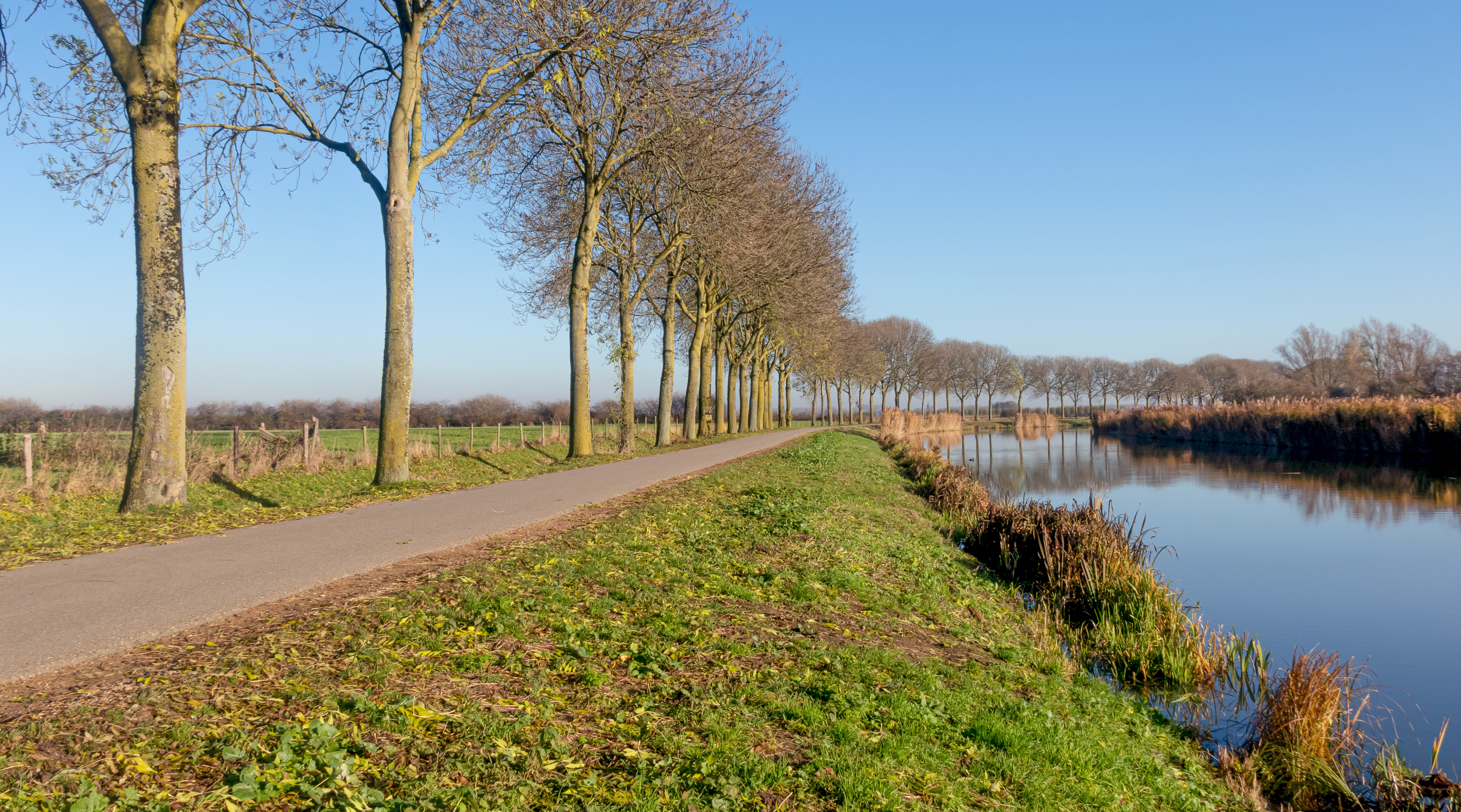
Langs het Meertje tussen Persingen en Nijmegen
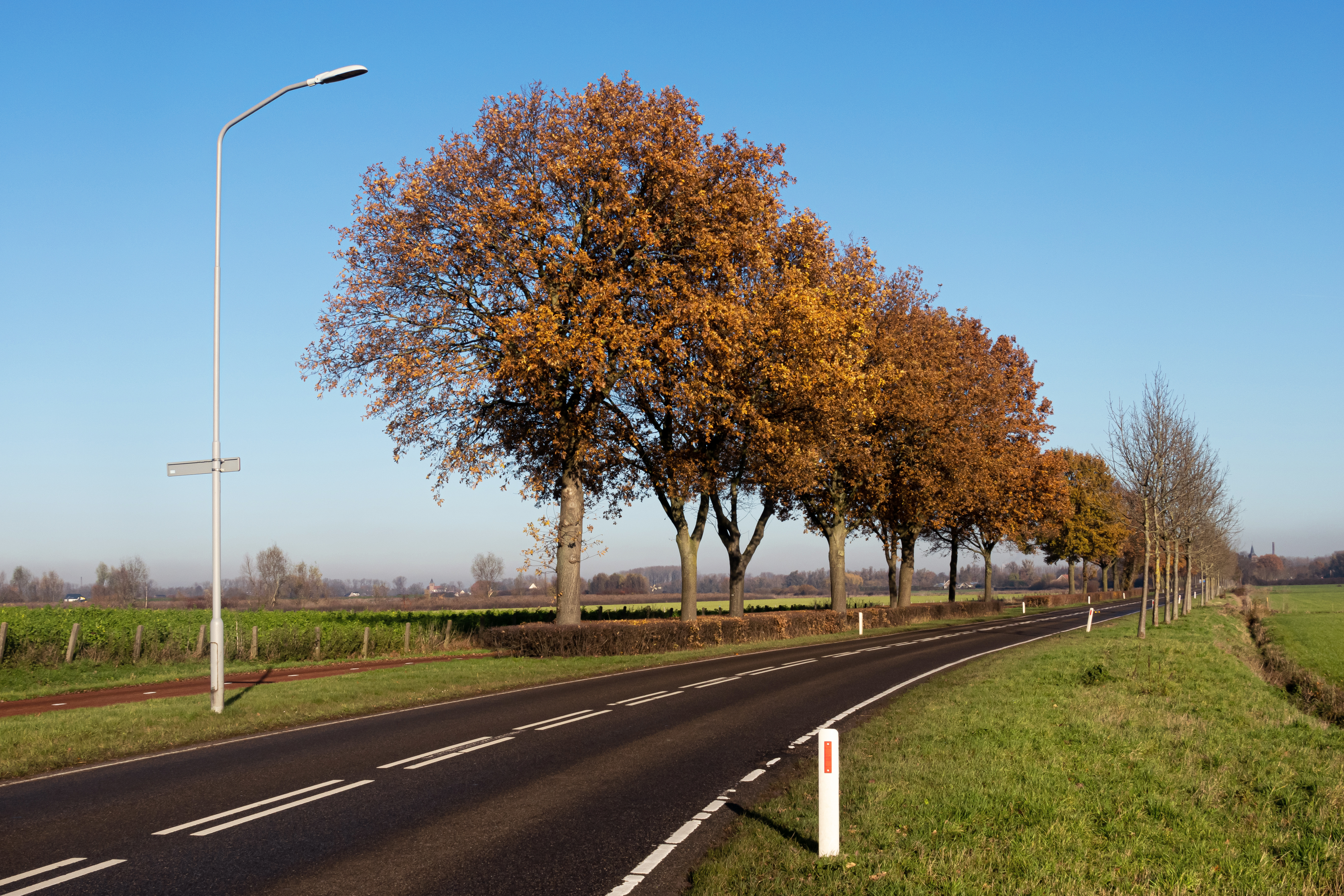
Bomen aan de Sint Hubertusweg
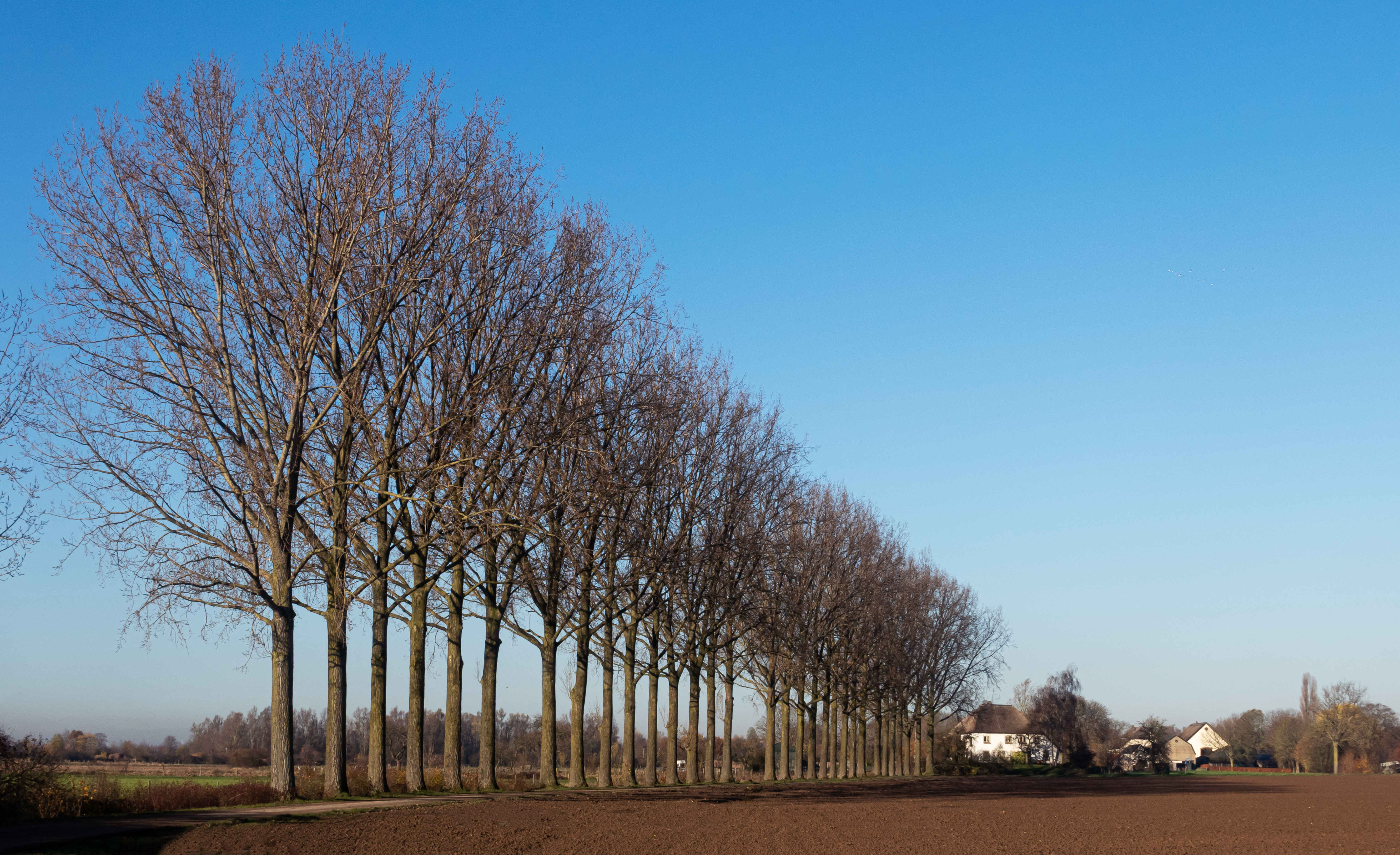
Bomen aan de Leutschestraat

## Bekende inwoners
- Daphne Deckers (1968) - Model, schrijfster, presentatrice en actrice. Heeft haar jeugd in Persingen doorgebracht.